# Патриотичен фронт
Патриотичен фронт е националистическа коалиция в България, включваща партиите НФСБ, БДС – Радикали и БНДС „Целокупна България“.

## История
На 18 юли 2014 г. „Национален фронт за спасение на България“ отправя покана към „ВМРО – Българско национално движение“ да се присъедини към обединението Патриотичен фронт. Ръководството на ВМРО приема и напуска съюза си с „България без цензура“ като запазва коректни отношения с тях и на 3 август 2014 г. е подписано коалиционното споразумение за предсрочните избори на 5 октомври 2014 г. Създаден е Обществен съвет към коалицията, към който могат да се присъединяват и други партии, споделящи патриотичната идея.
След края на XLIII народно събрание, НФСБ и ВМРО – БНД участват на предсрочните парламентарни избори на 26 март 2017 г. заедно с Атака като част от Обединени патриоти. Това на практика слага край на Патриотичния фронт на 27 януари 2017 г.
През септември 2021 г. коалицията е възродена за участие в парламентарните и президентските избори на 14 ноември.

## Политически позиции
Основните задачи на коалицията „Патриотичен фронт“, цитирани в Политическото споразумение, са: възраждане на българската икономика, борба срещу монополите, създаване на модерно образование и здравеопазване, справедлива и неподкупна съдебна система.

### Официален състав
В предизборната Коалиция „Патриотичен фронт“ влизат следните партии:
- Национален фронт за спасение на България (НФСБ), с лидер Валери Симеонов
- БДС – Радикали, с лидер Цветан Манчев
- БНДС – Целокупна България, с лидер Георги Вълчев

### 2014
- ВМРО – Българско национално движение (ВМРО – БНД), с лидер Красимир Каракачанов
- Гражданско обединение за реална демокрация (ГОРД),[6] с лидер Слави Бинев
- Национален идеал за единство (НИЕ),[7] с лидер Борис Ячев
- Средна европейска класа (СЕК),[8] с лидер Георги Манев
- Сдружение „Патриот“,[9] с лидер Валентин Николов
- Целокупна България,[10] с лидер Григор Велев
- Национално движение „БГ патриот“,[11][12] с лидер Петър Харалампиев
- Съюз на патриотичните сили „Защита“,[13] с лидер доц. д-р Йордан Величков
- Национално сдружение на запасното войнство „За честта на пагона“, с лидер о.з. ген.-лейт. Петър Илиев
- Национално движение за спасение на Отечеството (НДСО),[14] с лидер Тодор Рашев
- Национал-демократична партия (НДП),[15] с лидер Димитър Стоянов
- „Възраждане на отечеството“, с лидер ген. Йордан Мутафчиев

#### Напуснали ПФ
- Свобода,[16] с лидер Павел Чернев. Оттегля подкрепата си към ПФ през май 2015 г.[17]

## Участия в избори

### Парламентарни 2014
Първото участие на коалицията на избори е на парламентарните избори на 5 октомври 2014 г.
| Година       | Избори           | Гласове | %     | Резултат |
| ------------ | ---------------- | ------- | ----- | -------- |
| 2014         | Народно събрание | 239 101 | 7,283 | 19 / 240 |
| ноември 2021 | Народно събрание |         |       | 0 / 240  |

Патриотичният фронт получава 19 мандата в XLIII народно събрание. На 30 ноември 2014 г. Велизар Енчев напуска парламентарната група на патриотите. Мотивите му са, че председателят ѝ Валери Симеонов е подменил вота на избирателите като е подкрепил кабинета Борисов 2. На 8 юни 2016 г. Полина Карастоянова е изключена от парламентарната група, по обвинения за системно прокарване на лобистки интереси през законодателството.

### Парламентарни 2021
На 29 септември 2021 г. коалицията е регистрирана за участие в парламентарните избори на 14 ноември.

### Президентски 2016
На 28 юли 2016 г. инициативен комитет на патриотични организации издига Красимир Каракачанов от ВМРО-БНД за кандидат за президент, а за негов вицепрезидент е предложен Явор Нотев от „Атака“. Двойката получава подкрепата на Патриотичния фронт (НФСБ и ВМРО) и „Атака“ за Президентските избори през 2016 г. На 30 септември 2016 г. те се регистрират в ЦИК като „Обединени патриоти – НФСБ, Атака и ВМРО“. Получават 14,97% на изборите или подкрепата на 573 016 български граждани, което им отрежда трето място. На балотажа патриотите не дават подкрепата си нито за Румен Радев, нито за Цецка Цачева.

### Президентски 2021
Коалиция Патриотичен фронт издига лидера на НФСБ Валери Симеонов и лидера на БДС – Радикали Цветан Манчев за кандидати за президент и вицепрезидент за изборите на 14 ноември.
В състава на коалицията влизат НФСБ, БДС – Радикали и партия Целокупна България, като подкрепа е заявена и от Обществото за нова България с председател Радослав Стойчев.
| Година | Избори    | Гласове | %     | Резултат                  |
| ------ | --------- | ------- | ----- | ------------------------- |
| 2016   | Президент | 573 016 | 14,97 | Трето място на първия тур |
| 2021   | Президент |         |       |                           |